# Josélio de Andrade Moura
Josélio de Andrade Moura (Jequié, 25 de janeiro de 1949) é um médico veterinário e político brasileiro. Entre outras ocupações, foi ministro da Integração Nacional no governo Dilma Rousseff.

## Biografia
Filho de Joel Moura e de Didi Moura, Josélio Moura é natural do município de Jequié, na Bahia. Graduado em Medicina Veterinária pela Universidade Federal da Bahia (UFBA) em 1970, entre 2007 e 2009 cursou mestrado em Ciências Animais pela Universidade de Brasília (UnB) e, entre 2010 e 2014, doutorado em Ciências Animais também pela UnB.
Após se formar, trabalhou como Chefe da subárea de Saneamento Anti-Aftosa de Ilhéus (BA) em 1971, Bioestatístico e Epidemiologista do Grupo Executivo Estadual de Erradicação da Febre Aftosa (GECOFA) na Bahia em 1973, e no Estado do Espírito Santo em 1974. Em 1993, foi Consultor da Organização das Nações Unidas para Alimentação e Agricultura (FAO) 
em Santiago, no Chile, e, em 1995, foi Coordenador de Sanidade Agropecuária do Instituto Interamericano de Cooperação para a Agricultura (IICA), com atuação na Argentina, Bolívia, Brasil, Chile, Paraguai e Uruguai.
Em associações científicas e profissionais, foi Vice-Presidente da Associação Mundial de Veterinária (WVA) para a América Latina
e Caribe (1987); Presidente do Comitê Organizador do Congresso Mundial de Veterinária, realizado no Rio de Janeiro em 1991; Vice-Presidente Executivo da Associação Mundial de Veterinária (1996) e Vice Presidente da Associação Pan-americana de Ciências Veterinárias (PANVET).
Um dos fundadores da Academia Brasileira de Medicina Veterinária (Abramvet), entidade criada na década de 1980 e que tem por objetivo incentivar e apoiar as publicações científicas sobre medicina veterinária, além de realizar o intercâmbio com as academias de outros países a fim de promover o desenvolvimento da profissão, em 1 de novembro de 2019, Josélio Moura foi o primeiro baiano a ser eleito como presidente da instituição para o triênio 2019-2022.
Além disso, Josélio Moura é casado com Regina Maria Moura com quem teve dois filhos: Filipe Andrei e Fabrício.

## Trajetória política
Josélio Moura foi servidor público do Ministério da Agricultura, Pecuária e Abastecimento (MAPA) por mais de 25 anos, onde atuou como Secretário Nacional de Defesa Agropecuária, Diretor Geral do Departamento Nacional de Produção Animal e como Fiscal Federal Agropecuário. Também foi Presidente dos Conselhos Deliberativo da Superintendência do Desenvolvimento da Amazônia (SUDAM), Superintendência do Desenvolvimento do Nordeste (SUDENE) e da Superintendência de Desenvolvimento do Centro-Oeste (SUDECO); Consultor em Epidemiologia e Sanidade Animal; Conselheiro Efetivo do Conselho Universitário e do Conselho de Ensino Pesquisa e Extensão do Centro Universitário do Distrito Federal (UDF); e sócio fundador da Rádio Cidade Sol Ltda. (1986) em Jequié.
Em 15 de abril de 2016, foi nomeado como ministro interino da Integração Nacional do governo Dilma Rousseff. Na noite do dia anterior à nomeação, a então presidente Dilma Rousseff derrubou o decreto que nomeava José Rodrigues Pinheiro Dória e, em publicação do Diário Oficial da União (DOU) do dia 15, o nome de Josélio foi anunciado. O médico veterinário assumiu a pasta após Gilberto Occhi deixar o cargo através de carta de demissão entregue a presidente, e ter sua saída confirmada após o Partido Progressista (PP) deixar a base do governo. A frente da pasta, Josélio Moura apresentou as principais ações que estão no foco do Ministério como o Projeto de Integração do Rio São Francisco e o trabalho de revitalização do rio; os recursos dos Fundos Regionais de desenvolvimento e as ações da Secretaria Nacional de Defesa Civil.